# Gold Cup 1991
Navigation
1989 Mexique-États-Unis 1993
La Gold Cup 1991 est un tournoi de football qui s'est tenu aux États-Unis, du 28 juin au 7 juillet 1991.

## Équipes participantes
Amérique du Nord (qualifiés d'office) :
- États-Unis (pays organisateur)
- Mexique
- Canada

Amérique centrale, qualification par le biais de la Coupe d'Amérique centrale 1991 :
- Costa Rica - vainqueur
- Honduras - deuxième
- Guatemala - troisième

Caraïbes, qualification par le biais de la Coupe de la Caraïbe 1991 :
- Jamaïque - vainqueur
- Trinité-et-Tobago - finaliste

## Les stades
La compétition se déroule dans 2 stades :
| Los Angeles      | Pasadena         |
| ---------------- | ---------------- |
| Coliseum         | Rose Bowl        |
| Capacité: 93 607 | Capacité: 92 542 |
|                  |                  |

## Premier tour

### Groupe A
|   | Équipe   | Pts | J | G | N | P | BP | BC | Diff |
| - | -------- | --- | - | - | - | - | -- | -- | ---- |
| 1 | Honduras | 5   | 3 | 2 | 1 | 0 | 10 | 3  | +7   |
| 2 | Mexique  | 5   | 3 | 2 | 1 | 0 | 8  | 3  | +5   |
| 3 | Canada   | 2   | 3 | 1 | 0 | 2 | 6  | 9  | -1   |
| 4 | Jamaïque | 0   | 3 | 0 | 0 | 3 | 3  | 12 | -4   |

| 28 juin   | Honduras | 4 | 2 | Canada   |
|           | Mexique  | 4 | 1 | Jamaïque |
| 30 juin   | Honduras | 5 | 0 | Jamaïque |
|           | Mexique  | 3 | 1 | Canada   |
| 3 juillet | Canada   | 3 | 2 | Jamaïque |
|           | Honduras | 1 | 1 | Mexique  |

| 28 juin 1991 | Honduras                                                  | 4 - 2 | Canada           | Coliseum, Los Angeles                           |                                                 |
|              | Bennett 28e · Espinoza 35e · Calix 44e · Dolmo Flores 51e |       | Mitchell 66e 72e | Spectateurs : 13 374 Arbitrage : Arturo Angeles | Spectateurs : 13 374 Arbitrage : Arturo Angeles |
|              | (Rapport)                                                 |       |                  | Spectateurs : 13 374 Arbitrage : Arturo Angeles | Spectateurs : 13 374 Arbitrage : Arturo Angeles |

| 28 juin 1991 | Mexique                                         | 4 - 1 | Jamaïque | Coliseum, Los Angeles                              |                                                    |
|              | Galindo 28e 51e · Zaguinho 36e · Hermosillo 53e |       | Reid 39e | Spectateurs : 13 374 Arbitrage : Arlington Success | Spectateurs : 13 374 Arbitrage : Arlington Success |
|              | (Rapport)                                       |       |          | Spectateurs : 13 374 Arbitrage : Arlington Success | Spectateurs : 13 374 Arbitrage : Arlington Success |

| 30 juin 1991 | Honduras                                                 | 5 - 0 | Jamaïque | Coliseum, Los Angeles                        |                                              |
|              | Calix 28e 51e · Anariba 32e · Bennett 69e · Yearwood 89e |       |          | Spectateurs : 4 797 Arbitrage : Errol Forbes | Spectateurs : 4 797 Arbitrage : Errol Forbes |
|              | (Rapport)                                                |       |          | Spectateurs : 4 797 Arbitrage : Errol Forbes | Spectateurs : 4 797 Arbitrage : Errol Forbes |

| 30 juin 1991 | Mexique                                              | 3 - 1 | Canada      | Coliseum, Los Angeles                            |                                                  |
|              | Hermosillo 3e · De la Torre 40e · Galindo 89e (pen.) |       | Lowerry 83e | Spectateurs : 4 797 Arbitrage : Ronald Gutierrez | Spectateurs : 4 797 Arbitrage : Ronald Gutierrez |
|              | (Rapport)                                            |       |             | Spectateurs : 4 797 Arbitrage : Ronald Gutierrez | Spectateurs : 4 797 Arbitrage : Ronald Gutierrez |

| 3 juillet 1991 | Canada                                    | 3 - 2 | Jamaïque              | Coliseum, Los Angeles                              |                                                    |
|                | Mitchell 36e · Miller 54e · Limniatis 60e |       | Wright 42e · Reid 63e | Spectateurs : 36 703 Arbitrage : José Carlos Ortiz | Spectateurs : 36 703 Arbitrage : José Carlos Ortiz |
|                | (Rapport)                                 |       |                       | Spectateurs : 36 703 Arbitrage : José Carlos Ortiz | Spectateurs : 36 703 Arbitrage : José Carlos Ortiz |

| 3 juillet 1991 | Honduras   | 1 - 1 | Mexique        | Coliseum, Los Angeles                      |                                            |
|                | Anariba 9e |       | Hermosillo 57e | Spectateurs : 36 703 Arbitrage : Majid Jay | Spectateurs : 36 703 Arbitrage : Majid Jay |
|                | (Rapport)  |       |                | Spectateurs : 36 703 Arbitrage : Majid Jay | Spectateurs : 36 703 Arbitrage : Majid Jay |

### Groupe B
|   | Équipe            | Pts | J | G | N | P | BP | BC | Diff |
| - | ----------------- | --- | - | - | - | - | -- | -- | ---- |
| 1 | États-Unis        | 6   | 3 | 3 | 0 | 0 | 8  | 3  | +5   |
| 2 | Costa Rica        | 2   | 3 | 1 | 0 | 2 | 5  | 5  | 0    |
| 3 | Trinité-et-Tobago | 2   | 3 | 1 | 0 | 2 | 2  | 3  | -1   |
| 4 | Guatemala         | 2   | 3 | 1 | 0 | 2 | 1  | 5  | -4   |

| 29 juin     | Costa Rica        | 2 | 0 | Guatemala         |
|             | États-Unis        | 2 | 1 | Trinité-et-Tobago |
| 1er juillet | Costa Rica        | 1 | 2 | Trinité-et-Tobago |
|             | États-Unis        | 3 | 0 | Guatemala         |
| 3 juillet   | Trinité-et-Tobago | 0 | 1 | Guatemala         |
|             | États-Unis        | 3 | 2 | Costa Rica        |

| 29 juin 1991 | Costa Rica                   | 2 - 0 | Guatemala | Rose Bowl, Pasadena                           |                                               |
|              | R. Gomez 14e · L. Flores 16e |       |           | Spectateurs : 10 000 Arbitrage : Mike Seifert | Spectateurs : 10 000 Arbitrage : Mike Seifert |
|              | (Rapport)                    |       |           | Spectateurs : 10 000 Arbitrage : Mike Seifert | Spectateurs : 10 000 Arbitrage : Mike Seifert |

| 29 juin 1991 | États-Unis              | 2 - 1 | Trinité-et-Tobago | Rose Bowl, Pasadena                                |                                                    |
|              | Murray 85e · Balboa 87e |       | Lewis 67e         | Spectateurs : 18 435 Arbitrage : José Carlos Ortiz | Spectateurs : 18 435 Arbitrage : José Carlos Ortiz |
|              | (Rapport)               |       |                   | Spectateurs : 18 435 Arbitrage : José Carlos Ortiz | Spectateurs : 18 435 Arbitrage : José Carlos Ortiz |

| 1er juillet 1991 | Trinité-et-Tobago      | 2 - 1 | Costa Rica | Rose Bowl, Pasadena                                |                                                    |
|                  | Lewis 38e · Thomas 89e |       | Medford 6e | Spectateurs : 6 344 Arbitrage : José Antonio Garza | Spectateurs : 6 344 Arbitrage : José Antonio Garza |
|                  | (Rapport)              |       |            | Spectateurs : 6 344 Arbitrage : José Antonio Garza | Spectateurs : 6 344 Arbitrage : José Antonio Garza |

| 1er juillet 1991 | États-Unis                           | 3 - 0 | Guatemala | Rose Bowl, Pasadena                               |                                                   |
|                  | Murray 11e · Quinn 46e · Wynalda 52e |       |           | Spectateurs : 6 344 Arbitrage : Arlington Success | Spectateurs : 6 344 Arbitrage : Arlington Success |
|                  | (Rapport)                            |       |           | Spectateurs : 6 344 Arbitrage : Arlington Success | Spectateurs : 6 344 Arbitrage : Arlington Success |

| 3 juillet 1991 | Guatemala | 1 - 0 | Trinité-et-Tobago | Rose Bowl, Pasadena                                |                                                    |
|                | Espel 89e |       |                   | Spectateurs : 36 703 Arbitrage : José Luis Fuentes | Spectateurs : 36 703 Arbitrage : José Luis Fuentes |
|                | (Rapport) |       |                   | Spectateurs : 36 703 Arbitrage : José Luis Fuentes | Spectateurs : 36 703 Arbitrage : José Luis Fuentes |

| 3 juillet 1991 | États-Unis                                        | 3 - 2 | Costa Rica              | Rose Bowl, Pasadena                                   |                                                       |
|                | Vermes 6e · Pérez 49e (pen.) · Marchena 59e (csc) |       | Arguedas 30e · Jara 33e | Spectateurs : 36 703 Arbitrage : Arturo Brizio Carter | Spectateurs : 36 703 Arbitrage : Arturo Brizio Carter |
|                | (Rapport)                                         |       |                         | Spectateurs : 36 703 Arbitrage : Arturo Brizio Carter | Spectateurs : 36 703 Arbitrage : Arturo Brizio Carter |

## Tableau final
|  | Demi-finales                 | Demi-finales                 |                        |         | Finale                       | Finale                       |
|  | Demi-finales                 | Demi-finales                 |                        |         | Finale                       | Finale                       |
|  |                              |                              |                        |         |                              |                              |
|  | 5 juillet 1991 / Los Angeles | 5 juillet 1991 / Los Angeles |                        |         | 7 juillet 1991 / Los Angeles | 7 juillet 1991 / Los Angeles |
|  | 5 juillet 1991 / Los Angeles | 5 juillet 1991 / Los Angeles |                        |         | 7 juillet 1991 / Los Angeles | 7 juillet 1991 / Los Angeles |
|  | Honduras                     | 2                            |                        |         | 7 juillet 1991 / Los Angeles | 7 juillet 1991 / Los Angeles |
|  | Honduras                     | 2                            |                        |         | 7 juillet 1991 / Los Angeles | 7 juillet 1991 / Los Angeles |
|  | Costa Rica                   | 0                            |                        |         | 7 juillet 1991 / Los Angeles | 7 juillet 1991 / Los Angeles |
|  | Costa Rica                   | 0                            | Honduras               | 0ap (3) |                              |                              |
|  | 5 juillet 1991 / Los Angeles |                              | Honduras               | 0ap (3) |                              |                              |
|  |                              | États-Unis                   | 0 tab(4)               |         |                              |                              |
|  | États-Unis                   | États-Unis                   | 0 tab(4)               | 2       |                              |                              |
|  | États-Unis                   |                              |                        | 2       |                              |                              |
|  | Mexique                      | 0                            |                        |         |                              |                              |
|  | Mexique                      | 0                            | Match pour la 3e place |         |                              |                              |
|  |                              |                              |                        |         |                              |                              |
|  | 7 juillet 1991 / Los Angeles |                              |                        |         |                              |                              |
|  |                              |                              |                        |         |                              |                              |
|  | Mexique                      | 2                            |                        |         |                              |                              |
|  | Mexique                      | 2                            |                        |         |                              |                              |
|  | Costa Rica                   | 0                            |                        |         |                              |                              |
|  | Costa Rica                   | 0                            |                        |         |                              |                              |

### Demi-finales
| 5 juillet 1991 | Honduras                 | 2 - 0 | Costa Rica | Coliseum, Los Angeles                           |                                                 |
|                | Bennett 37e · Flores 79e |       |            | Spectateurs : 41 103 Arbitrage : Arturo Angeles | Spectateurs : 41 103 Arbitrage : Arturo Angeles |
|                | (Rapport)                |       |            | Spectateurs : 41 103 Arbitrage : Arturo Angeles | Spectateurs : 41 103 Arbitrage : Arturo Angeles |

| 5 juillet 1991            | États-Unis             | 2 - 0 | Mexique | Coliseum, Los Angeles                              |                                                    |
| Historique des rencontres | Doyle 48e · Vermes 64e |       |         | Spectateurs : 41 103 Arbitrage : José Carlos Ortiz | Spectateurs : 41 103 Arbitrage : José Carlos Ortiz |
| Historique des rencontres | (Rapport)              |       |         | Spectateurs : 41 103 Arbitrage : José Carlos Ortiz | Spectateurs : 41 103 Arbitrage : José Carlos Ortiz |

### Match pour la troisième place
| 7 juillet 1991 | Mexique                 | 2 - 0 | Costa Rica | Coliseum, Los Angeles                         |                                               |
|                | Farfan 9e · Galindo 89e |       |            | Spectateurs : 39 873 Arbitrage : Errol Forbes | Spectateurs : 39 873 Arbitrage : Errol Forbes |
|                | (Rapport)               |       |            | Spectateurs : 39 873 Arbitrage : Errol Forbes | Spectateurs : 39 873 Arbitrage : Errol Forbes |

### Finale
| Entraîneur :     |
| Bora Milutinović |

| Entraîneur :  |
| Flavio Ortega |

| Entraîneur :     |
| Bora Milutinović |

| Entraîneur :  |
| Flavio Ortega |

## Récompenses

### Meilleur joueur
Tony Meola

### Meilleurs buteurs
4 buts
- Benjamín Galindo

3 buts
- Eduardo Bennett
- Luis Enrique Calix
- Carlos Hermosillo
- Dale Mitchell

### Prix du fair play
Mexique